# 肖怀远
肖怀远（1953年6月—），汉族，中国陕西省西安市人。曾任天津市第十五届人大常委会主任。

## 生平
- 1984年5月至1986年4月，肖怀远任西藏自治区党委办公厅秘书二处副处长；
- 1986年4月至1992年12月，肖怀远任西藏自治区党委副秘书长；
- 1992年12月至1993年9月，肖怀远任西藏自治区党委副秘书长兼自治区经济社会发展研究中心主任、党组副书记；
- 1993年9月至1995年7月，肖怀远任西藏自治区经济社会发展研究中心主任、党组书记；
- 1995年7月至1998年5月，肖怀远任西藏自治区科委主任、科协主席；
- 1998年5月至2001年7月，肖怀远任西藏自治区党委常委、宣传部长；
- 2001年7月至2011年1月，肖怀远任中共天津市委常委、中共天津市委宣传部部长；
- 2011年1月20日，天津市第十五届人民代表大会第四次会议举行闭幕大会，会议选举肖怀远为人大常委会主任。[1]
- 2018年1月29日，不再擔任天津市人大常委会主任。2018年2月24日，当选为第十三届全国人大代表[2][3][4][5]。